# Chludow-Psalter

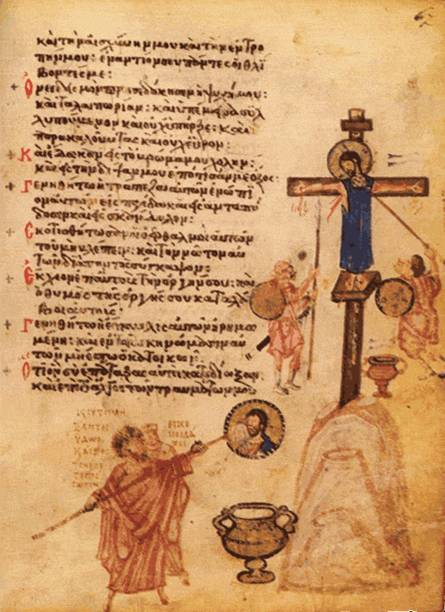
Chludow-Psalter, folio 67^{r}: Patriarch Johannes VII. Grammatikos löscht ein Christus-Bild mit einem Schwamm an einer Stange aus. Im Hintergrund die Kreuzigung Jesu Christi. Ein Soldat reicht Christus Essig in einem Schwamm an einer Stange.

Der Chludow-Psalter ist eine illuminierte byzantinische Handschrift aus der Mitte des 9. Jahrhunderts. Er ist der älteste von drei erhaltenen illuminierten Psaltern aus dieser Zeit. Gegenstand eines Teiles seiner Miniaturen ist der Bilderstreit im Byzantinischen Reich in der ersten Hälfte des 9. Jahrhunderts. Der ungewöhnlich polemische Stil des Werkes belegt die Leidenschaft des Streites der Ikonoklasten gegen die Ikonodulen. Einzigartig ist sein Einsatz der Karikatur als Stilform der politischen Auseinandersetzung in einem liturgischen Textbuch.

## Geschichte
Nach Nikodim Kondakow entstand der Psalter im Studionkloster in Konstantinopel. Andere Wissenschaftler sind der Auffassung, dass die im Text angeführten liturgischen Antworten nur in der Hagia Sophia gegeben wurden und dass der Psalter daher in den Kaiserlichen Werkstätten von Konstantinopel im Jahre 843, kurz nach der Rückkehr der Ikonodulen an die Macht, gefertigt wurde.
Man bewahrte den Psalter auf dem Heiligen Berg Athos auf, bis der russische Slawist Wiktor Grigorowitsch ihn 1847 nach Moskau brachte. Dort erwarb ihn der altgläubige Kaufmann und Kunstsammler Alexei Iwanowitsch Chludow, dessen Namen er erhielt. Als Teil des Chludow-Vermächtnisses ging der Psalter an das Nikolaikloster und wird seit 1917 im Staatlichen Historischen Museum in Moskau aufbewahrt (Moskau, Hist. Mus. MS. gr.129d).

## Beschreibung
Der Psalter misst 195 mm × 150 mm und enthält 169 Folia. Der äußere Rand der Seiten wurde in der Regel für Illustrationen leer gelassen. Text und Bildunterschriften bestanden aus kleinen Unzialen, von denen man viele etwa drei Jahrhunderte später mit grob gezeichneten Minuskeln überschrieb. Das Buch enthält die Psalmen in der Version der Septuaginta sowie die Responsorien, die während ihrer Rezitation entsprechend der Liturgie der Hagia Sophia erfolgten. 

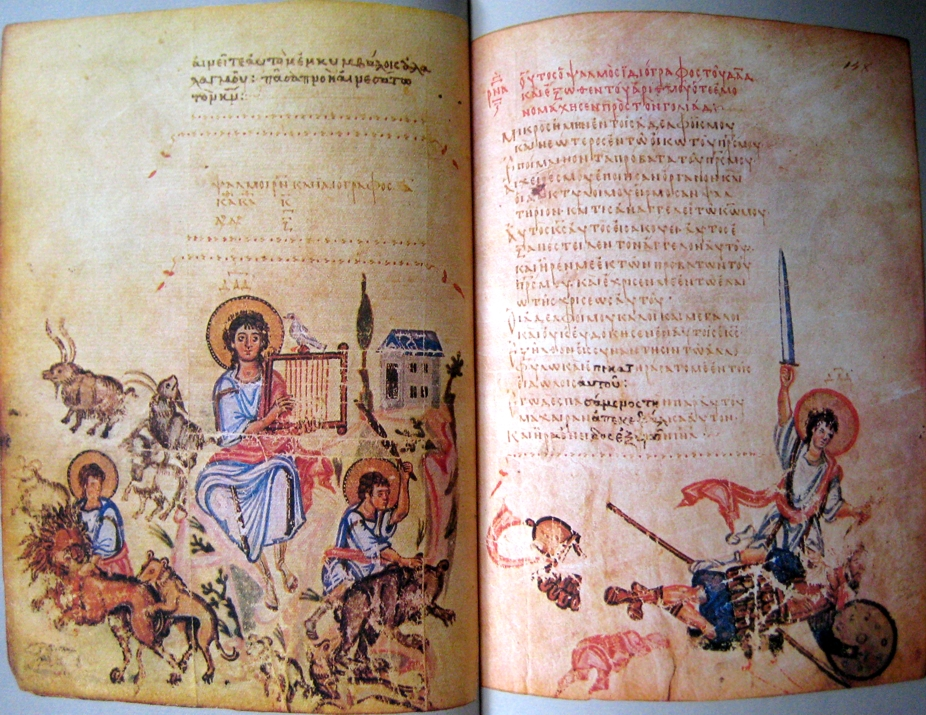

Der Chludow-Psalter gilt als erster Psalter, in dem die Darstellungen zusätzliche textliche Erläuterungen zu den Zeichnungen enthalten sowie kleine Pfeile, die aus dem Text heraus auf die Abbildungen zeigen, um zu verdeutlichen, auf welche Zeile sich die Illustration bezieht. Der Inhalt der Miniaturen ist nicht auf die kanonischen christlichen Sujets beschränkt – die Ränder der Handschrift stellen die historischen Persönlichkeiten der Zeit des Byzantinischen Bilderstreits dar, die Miniaturen spiegeln die Auseinandersetzungen im gesellschaftlichen Leben der Epoche wider. 
Auf folio 67r des Chludow-Psalters illustrierten die Miniaturenmaler den Psalm 69, Vers 21: „Sie geben mir Galle zu essen und Essig zu trinken für meinen Durst.“ (Ps 69,22 ). Im Hintergrund ist die Kreuzigung Jesu Christi auf Golgota dargestellt. Ein Soldat reicht Christus einen mit Essig getränkten Schwamm an einer Stange. Davor befindet sich eine Darstellung des letzten ikonoklastischen Patriarchen von Konstantinopel, Johannes VII. Grammatikos, der ein Christus-Bild mit einem ähnlichen Schwamm an einer Stange auslöscht. Johannes Grammatikos karikierte man, hier wie auf anderen Seiten, mit wirren, in alle Richtungen abstehenden Haaren, um ihn bei den eleganten Byzantinern lächerlich zu machen.